# Jag vet mig en sömn i Jesu namn
Jag vet mig en sömn i Jesu namn är en psalm av Magnus Brostrup Landstad från 1869 som översattes av Oscar Wågman och publicerades i 1911 års psalmboksförslag och senare bearbetades av Viola Renvall 1980. Melodin är i 1986 års psalmbok en tonsättning av Christoph Ernst Friedrich Weyse (1774-1842) från 1826, men i Koralbok för Nya psalmer, 1921 anges att tonsättningen var en medeltida nordisk folkmelodi och samma som användes för psalmen Den signade dag (1819 nr 424).

## Publicerad som
- Nr 620 i Förslag till reviderad psalmbok för Svenska kyrkan under rubriken "Psalmer om de yttersta tingen".  På Kungl. Maj:ts nådiga uppdrag utgifvet af Johan Alfred Eklund, Axel Fredrik Runstedt och Erik Natanael Söderberg, 1911.
- Nr 661 i Nya psalmer 1921. Tillägg till 1819 års psalmbok, under rubriken "De yttersta tingen: De kristnas hopp inför döden".
- Nr 574 i 1937 års psalmbok under rubriken "Det kristna hoppet inför döden".
- Nr 631 i Den svenska psalmboken 1986 under rubriken "Kristi återkomst".
- Nr 561 i Svensk psalmbok för den evangelisk-lutherska kyrkan i Finland (1986) med något annorlunda text än i Den svenska psalmboken och med melodi av Heikki Klemetti, 1904.